# Renan Michelucci
Renan Michelucci Moralez (* 3. Januar 1994 in Poços de Caldas) ist ein brasilianischer Volleyballspieler. Er wurde brasilianischer und deutscher Meister.

## Karriere
Michelucci begann seine Karriere 2011 in der Nachwuchsmannschaft von Ibirapuera São Paulo. Mit dem Verein wurde er 2013 brasilianischer Junioren-Meister. Anschließend wechselte er zu São Caetano. In der Saison 2014/15 spielte der Mittelblocker beim italienischen Erstligisten Pallavolo Molfetta. Danach kehrte er nach Brasilien zurück und wechselte jedes Jahr den Verein. Er spielte bei São Bernardo Vôlei, Apan Vôlei Blumenau, Botafogo FR, Funvic Taubaté und América Vôlei. 2019 gewann er mit Taubaté die brasilianische Meisterschaft. 2020 wurde Michelucci vom deutschen Bundesligisten Berlin Recycling Volleys verpflichtet. Mit den Berlinern schied er in der Saison 2020/21 im Viertelfinale des DVV-Pokals aus und kam in der Champions League ebenfalls ins Viertelfinale. Anschließend erreichten die Berliner als Tabellendritter der Bundesliga-Hauptrunde das Playoff-Finale gegen den VfB Friedrichshafen und wurden deutscher Meister. Nach der Saison wechselte er nach Frankreich zu Paris Volley.